# Maurice Ewing
William Maurice Ewing (Lockney, 12 mei 1906 – Galveston, 4 mei 1974) was een Amerikaans geofysicus en ontdekte dat de oceaanbodem bestaat uit zeer jong vulkanisch gesteente.
Ewing is geduid als een pionierend geofysicus die onderzoek deed naar reflectieseismiek en refractie in oceaanbekkens, fotografie van de oceaanbodem, onderwater-akoestiek, diepzeeboringen, theorie en observatie van seismische golven, de vloeibaarheid van de aardkern, zwaartekrachtonderzoek op zee, bathymetrie en sedimentatie, en de studie van abyssale vlaktes en onderzeese canyons.

## Biografie
Ewing werd geboren in Lockney (Texas), waar hij de oudste zoon was in een groot boerengezin. Hij won een studiebeurs zodat hij naar de Rice University kon, waar hij in 1926 met lof een B.A. behaalde. Aan dezelfde universiteit behaalde hij in 1927 zijn M.A. en in 1931 zijn Ph.D.. In 1928 trouwde hij met Avarilla Hildenbrand, zij kregen een zoon. Het paar scheidde in 1941.
Van 1930 tot 1944 werkte hij aan de Lehigh universiteit. In die tijd was hij de drijvende kracht achter het opzetten van een geofysica-programma. In 1944 trouwde hij met Margaret Sloan Kidder, waarbij hij vier kinderen kreeg.
Ewing vertrok in 1947 naar de Columbia University, waar hij professor in de geologie werd. Hij was oprichter en eerste directeur van het in 1949 gestichte Lamont Geological Observatory (bekend als Lamont-Doherty Earth Observatory (LDEO) in Palisades (New York) waar hij samenwerkte met J. Lamar Worzel (zwaartekracht-specialist), Dr. Frank Press (seismoloog), Jack Nafe, Jack Oliver, en de geologen en oceanisch cartografen Dr. Bruce Heezen en Marie Tharp. Hij werkte vanaf 1953 enkele jaren samen met Inge Lehmann.
Het voormalige onderzoeksschip R/V Maurice Ewing van de LDEO was naar hem genoemd.
Hij scheidde voor de tweede keer, en hertrouwde in 1965 met Harriet Greene Bassett. In 1972 ging hij naar de University of Texas in Galveston, waar hij hoofd werd van de faculteit aard- en planetaire wetenschappen.
Gedurende zijn loopbaan publiceerde hij ruim 340 wetenschappelijke papers. Hij was voorzitter van de American Geophysical Union en de Seismological Society of America. Hij gaf leiding aan ruim 50 oceanische expedities. Hij leverde veel bijdragen aan de oceanografie, zoals de ontdekking van het SOFAR Channel, de uitvinding van de sofar bomb, en deed veel werk op het gebied van platentectoniek. Tijdens zijn SOFAR-onderzoek ging hij zich bezighouden met diepzeefotografie, deels als hobby, deels om de regering te helpen bij het zoeken naar gezonken schepen die waren vernietigd door onderzeeërs. Hij was de hoofdwetenschapper aan boord van het onderzoeksschip Glomar Challenger, dat in 1968 in gebruik werd genomen. Hij stond aan de wieg van het Project Mogul, om nucleaire wapentests van de Sovjet-Unie te detecteren.
Ewing overleed vrij plotseling in 1974 in Galveston, Texas.

## Eerbetoon

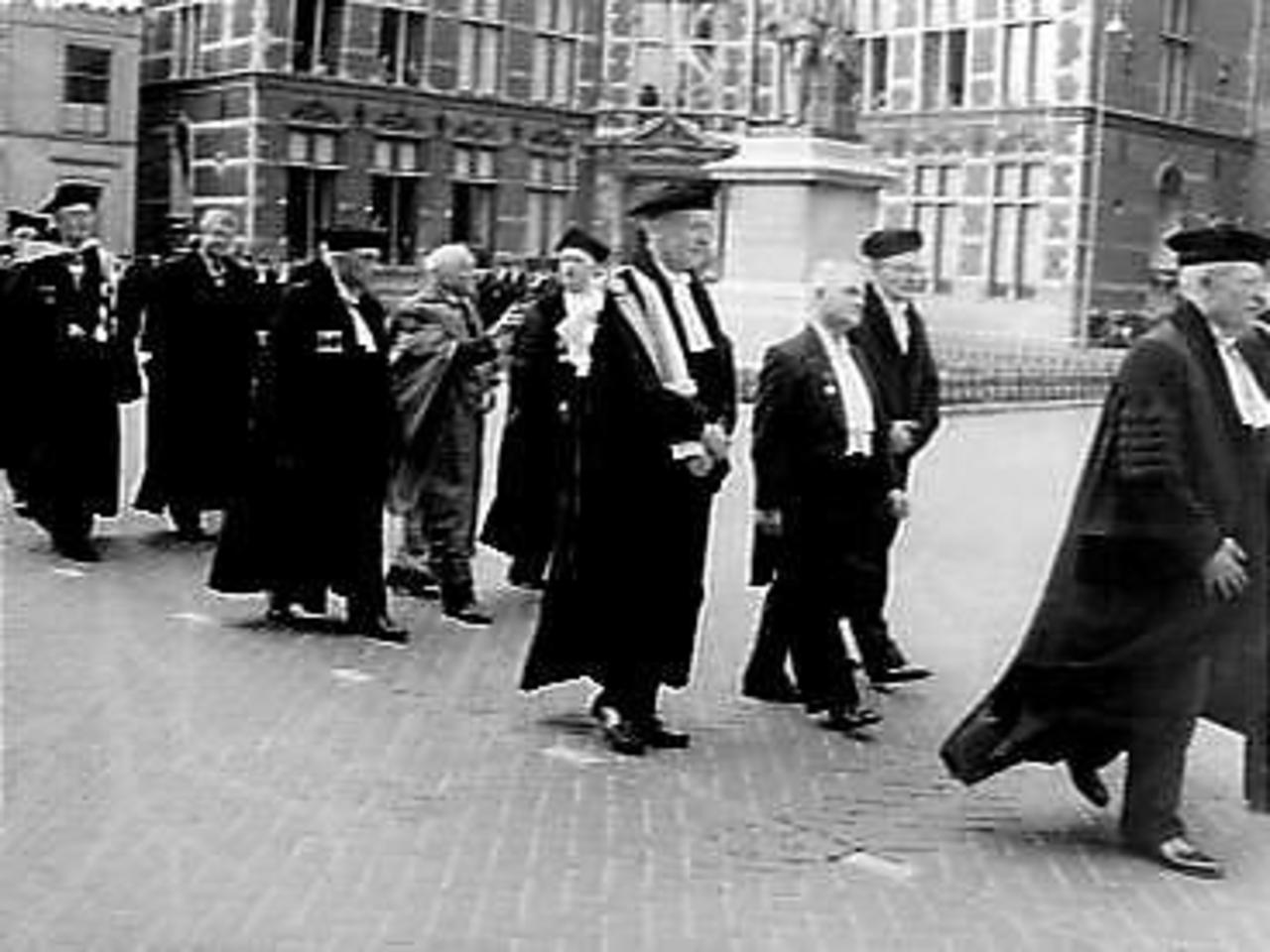
Ewing wandelend naar zijn Utrechts eredoctoraat (1957)

- 1974 - Penrose Medal, 1974 postuum
- 1974 - Walter H. Bucher Medal
- 1957 - William Bowie Medal
- 1957 - Eredoctoraat Universiteit Utrecht
- 1949 - Arthur L. Day Medal
- 1963 - John J. Carty Award van de National Academy of Sciences, 1963
- 1973 - Robert Earl McConnell Award
- 1973 - National Medal of Science
- 1965 - Vega Medal van de Svenska Sällskapet för Antropologi och Geografi
- 1961 - Cullum Geographical Medal van de American Geographical Society
- 1964 - Gold Medal of the Royal Astronomical Society
- Elected to the National Academy of Sciences
- 1972 - verkozen als lid van de Britse Royal Society
- verkozen als lid van de American Academy of Arts and Sciences
- verkozen als lid van de American Philosophical Society
- 1964 - verkozen als lid van de Geological Society of London, 1964
- 1938 - 1953 - 1955 - Guggenheim Fellow
- De Maurice Ewing Medal van de Society of Exploration Geophysicists en American Geophysical Union werd naar hem genoemd.
- Het stelsel mareruggen Dorsa Ewing op de maan is naar hem genoemd.

- Bibliothèque nationale de France: cb15135048v (data)
- CiNii: DA02816868
- Gemeinsame Normdatei: 116618345
- International Standard Name Identifier: 0000 0001 0998 4120
- Library of Congress Control Number: n50010907
- Mathematics Genealogy Project: 74919
- Nationale Bibliotheek van Tsjechië: ola2006357402
- Nationale bibliotheek van Australië: 35604684
- Nationale Bibliotheek van Israël: 987007322913805171
- Nederlandse Thesaurus van Auteursnamen: 114257833
- Réseau des bibliothèques de Suisse occidentale: 02-A012497001
- SNAC: w6b27zpt
- Système universitaire de documentation: 07507902X
- Trove: 1011826
- Virtual International Authority File: 92872655
- WorldCat: E39PBJfCwd3mfmpqH4mcc3xJjC